# Relativitat de la simultaneïtat

A les naus espacials, els rellotges dels mapes poden semblar desincronitzats.

En física, la relativitat de la simultaneïtat és el concepte que la simultaneïtat distant – si dos esdeveniments espacialment separats ocorren alhora – no és absolut, sinó que depèn del marc de referència de l'observador. Aquesta possibilitat va ser plantejada pel matemàtic Henri Poincaré el 1900, i posteriorment es va convertir en una idea central de la teoria especial de la relativitat.

L'esdeveniment B és simultani amb A en el marc de referència verd, però va ocórrer abans en el marc blau i ocorrerà més tard en el marc vermell.

## Descripció
Segons la teoria especial de la relativitat introduïda per Albert Einstein, és impossible dir en sentit absolut que dos esdeveniments diferents ocorren alhora si aquests esdeveniments estan separats en l'espai. Si un marc de referència assigna exactament el mateix temps a dos esdeveniments que es troben en punts diferents de l'espai, un marc de referència que es mou en relació amb el primer generalment assignarà temps diferents als dos esdeveniments (l'única excepció és quan el moviment és exactament perpendicular a la línia que connecta les ubicacions d'ambdós esdeveniments).
Per exemple, un accident de cotxe a Londres i un altre a Nova York que semblen passar al mateix temps per a un observador a la Terra, semblaran haver ocorregut en moments lleugerament diferents per a un observador en un avió que vola entre Londres i Nova York. A més, si els dos esdeveniments no es poden connectar causalment, depenent de l'estat de moviment, l'accident de Londres pot semblar que es produeix primer en un marc de temps determinat, i l'accident de Nova York pot semblar que es produeix primer en un altre. Tanmateix, si els esdeveniments es poden connectar causalment, l'ordre de precedència es conserva en tots els marcs de referència.

Els esdeveniments A, B i C es produeixen en ordre diferent segons el moviment de l'observador. La línia blanca representa un pla de simultaneïtat que es mou del passat al futur.

## Història
El 1892 i el 1895, Hendrik Lorentz va utilitzar un mètode matemàtic anomenat "temps local" t' = t – vx/c² per explicar els experiments de deriva negativa de l'èter.  Tanmateix, Lorentz no va donar cap explicació física d'aquest efecte. Això ho va fer Henri Poincaré, que ja va emfatitzar el 1898 la naturalesa convencional de la simultaneïtat i que va argumentar que és convenient postular la constància de la velocitat de la llum en totes direccions. Tanmateix, aquest article no contenia cap discussió sobre la teoria de Lorentz ni sobre la possible diferència en la definició de simultaneïtat per a observadors en diferents estats de moviment.  Això es va fer el 1900, quan Poincaré va derivar l'hora local assumint que la velocitat de la llum és invariant dins de l'èter. A causa del "principi de moviment relatiu", els observadors en moviment dins de l'èter també assumeixen que estan en repòs i que la velocitat de la llum és constant en totes direccions (només fins a primer ordre en v/c ). Per tant, si sincronitzen els seus rellotges mitjançant senyals lluminosos, només consideraran el temps de trànsit dels senyals, però no el seu moviment respecte a l'èter. Així doncs, els rellotges mòbils no són síncrons i no indiquen l'hora "veritable". Poincaré va calcular que aquest error de sincronització correspon a l'hora local de Lorentz.  El 1904, Poincaré va emfatitzar la connexió entre el principi de la relativitat, el "temps local" i la invariància de la velocitat de la llum; tanmateix, el raonament d'aquell article es va presentar de manera qualitativa i conjectural.
Albert Einstein va utilitzar un mètode similar el 1905 per derivar la transformació temporal per a tots els ordres en v/c, és a dir, la transformació completa de Lorentz. Poincaré va obtenir la transformació completa a principis de 1905, però als articles d'aquell any no va esmentar el seu procediment de sincronització. Aquesta derivació es basava completament en la invariància de la velocitat de la llum i el principi de la relativitat, per la qual cosa Einstein va observar que per a l'electrodinàmica dels cossos en moviment l'èter és superflu. Així, la separació entre temps "veritable" i "local" de Lorentz i Poincaré s'esvaeix. – tots els temps són igualment vàlids i, per tant, la relativitat de la longitud i el temps n'és una conseqüència natural.
El 1908, Hermann Minkowski va introduir el concepte de línia d'univers d'una partícula en el seu model del cosmos anomenat espai de Minkowski. Segons Minkowski, la noció ingènua de velocitat se substitueix per la rapidesa, i el sentit ordinari de simultaneïtat passa a dependre de l'ortogonalitat hiperbòlica de les direccions espacials respecte a la línia de món associada a la rapidesa. Aleshores, tot sistema de referència inercial té una rapidesa i un hiperplà simultani.
El 1990, Robert Goldblatt va escriure Orthogonality and Spacetime Geometry, abordant directament l'estructura que Minkowski havia establert per a la simultaneïtat. El 2006, Max Jammer, a través del Projecte MUSE, va publicar Conceptes de simultaneïtat: des de l'antiguitat fins a Einstein i més enllà. El llibre culmina al capítol 6, "La transició a la concepció relativista de la simultaneïtat". Jammer indica que Ernst Mach va desmitificar el temps absolut de la física newtoniana.
Naturalment, les nocions matemàtiques van precedir la interpretació física. Per exemple, els diàmetres conjugats de les hipèrboles conjugades estan relacionats com a espai i temps. El principi de la relativitat es pot expressar com l'arbitrarietat de quin parell es pren per representar l'espai i el temps en un pla.

## Experiments mentals

### El tren d'Einstein

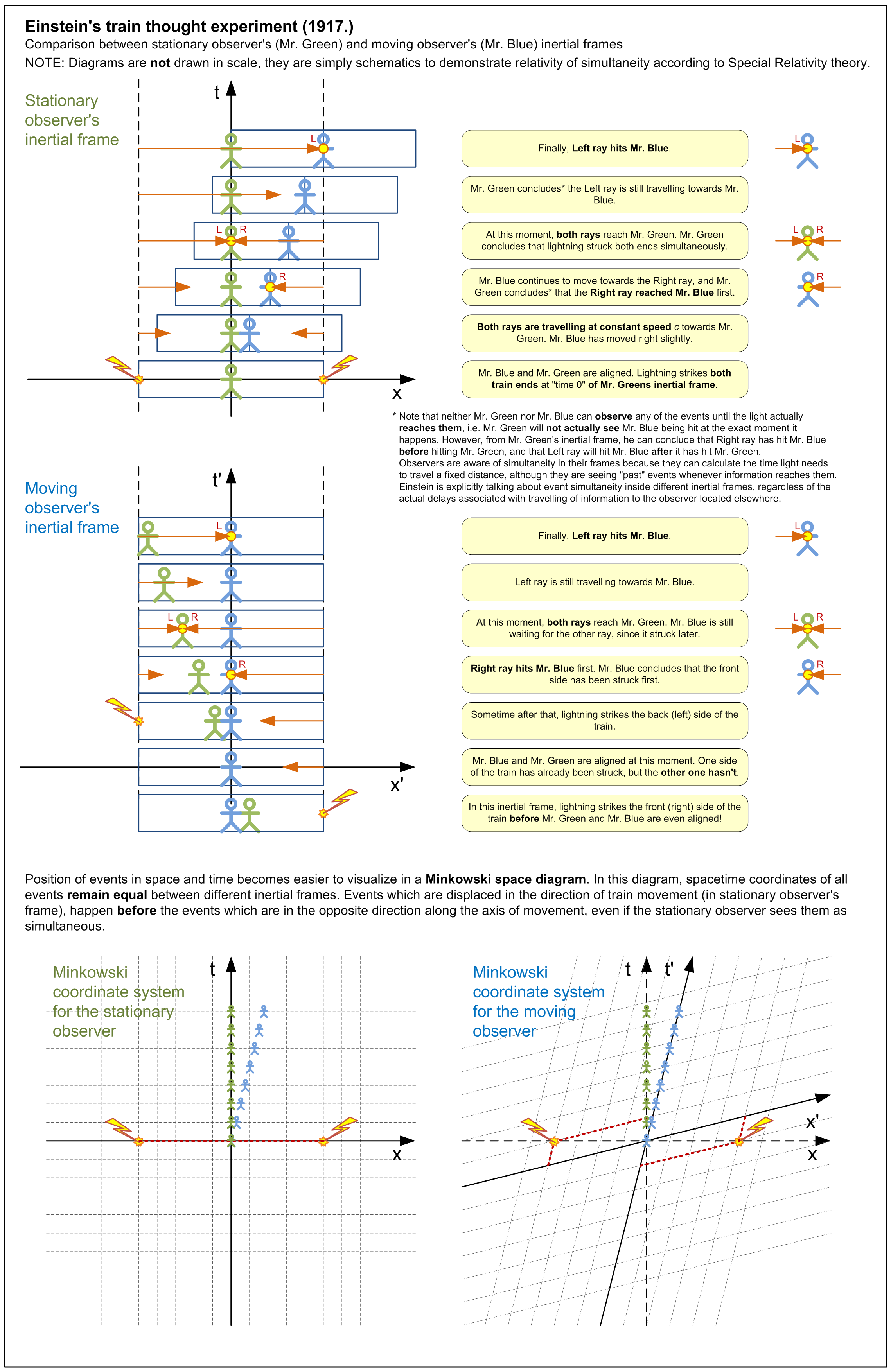
Einstein va imaginar un observador estacionari que veia dos llamps impactar simultàniament en els dos extrems d'un tren en moviment. Va concloure que un observador dret al tren mesuraria els forrellats que colpejarien en diferents moments.

La versió de l'experiment d'Einstein suposava que un observador estava assegut a mig camí dins d'un vagó de tren a tota velocitat i un altre estava dret en una andana mentre el tren passava. Segons les mesures de l'observador dret, el tren és colpejat per dos llamps simultàniament, però en posicions diferents al llarg de l'eix de moviment del tren (part posterior i part davantera del vagó). En el marc inercial de l'observador dret, hi ha tres esdeveniments que són espacialment dislocats, però simultanis: un observador dret mirant l'observador en moviment (és a dir, el centre del tren), un llamp que colpeja la part davantera del vagó i un llamp que colpeja la part posterior del vagó.
Com que els esdeveniments es col·loquen al llarg de l'eix del moviment del tren, les seves coordenades temporals es projecten a diferents coordenades temporals en el sistema inercial del tren en moviment. Els esdeveniments que van tenir lloc en coordenades espacials en la direcció del moviment del tren succeeixen abans que els esdeveniments en coordenades oposades a la direcció del moviment del tren. En el sistema inercial del tren en moviment, això significa que un llamp colpejarà la part frontal del vagó abans que els dos observadors s'alineïn (es mirin).

### El tren i l'andana

El diagrama espai-temps en el marc de l'observador del tren

L'experiment del tren i l'andana des del marc de referència d'un observador a bord del tren

Una imatge popular per entendre aquesta idea la proporciona un experiment mental similar als suggerits per Daniel Frost Comstock el 1910 i Einstein el 1917.  També consta d'un observador a mig camí dins d'un vagó de tren a tota velocitat i un altre observador dret en una andana mentre el tren passa.

Marc de referència d'un observador dret sobre la plataforma (contracció de longitud no representada)

Un flaix de llum es produeix al centre del vagó de tren just quan els dos observadors es creuen. Per a l'observador a bord del tren, la part davantera i posterior del vagó es troben a distàncies fixes de la font de llum i, per tant, segons aquest observador, la llum arribarà a la part davantera i posterior del vagó alhora.
Per a l'observador que es troba a l'andana, en canvi, la part posterior del vagó es mou (l'atrapa) cap al punt on es va emetre el flaix, i la part davantera del vagó s'allunya d'ell. Com que la velocitat de la llum, segons el segon postulat de la relativitat especial, és la mateixa en totes direccions per a tots els observadors, la llum que es dirigeix cap a la part posterior del tren tindrà menys distància per recórrer que la llum que es dirigeix cap al davant. Així, els flaixos de llum incidiran en els extrems del vagó de tren en moments diferents.

El mateix diagrama en l'enquadrament d'un observador que veu el tren movent-se cap a la dreta

#### Diagrames d'espai-temps
Pot ser útil visualitzar aquesta situació mitjançant diagrames d'espai-temps. Per a un observador donat, l'eix t es defineix com un punt traçat en el temps per l'origen de la coordenada espacial x, i es dibuixa verticalment. L'eix x es defineix com el conjunt de tots els punts de l'espai en el temps t = 0, i es dibuixa horitzontalment. L'afirmació que la velocitat de la llum és la mateixa per a tots els observadors es representa dibuixant un raig de llum com una línia de 45°, independentment de la velocitat de la font respecte a la velocitat de l'observador.
En el primer diagrama, els dos extrems del tren es dibuixen com a línies grises. Com que els extrems del tren són estacionaris respecte a l'observador del tren, aquestes línies són només línies verticals, que mostren el seu moviment a través del temps però no de l'espai. El flaix de llum es mostra com les línies vermelles de 45°. Els punts en què els dos flaixos de llum colpegen els extrems del tren es troben al mateix nivell en el diagrama. Això vol dir que els esdeveniments són simultanis.
En el segon diagrama, els dos extrems del tren que es mouen cap a la dreta es mostren amb línies paral·leles. El flaix de llum s'emet en un punt exactament a mig camí entre els dos extrems del tren, i de nou forma dues línies de 45°, que expressen la constància de la velocitat de la llum. En aquesta imatge, però, els punts en què els flaixos de llum arriben als extrems del tren no estan al mateix nivell; no són simultanis.

## Transformació de Lorentz
La relativitat de la simultaneïtat es pot demostrar mitjançant la transformació de Lorentz, que relaciona les coordenades utilitzades per un observador amb les coordenades utilitzades per un altre en moviment relatiu uniforme respecte al primer.
Suposem que el primer observador utilitza coordenades etiquetades com a t, x, y i z, mentre que el segon observador utilitza coordenades etiquetades com a t ′, x ′, ′ ' i z ′. Ara suposem que el primer observador veu el segon observador movent-se en la direcció x a una velocitat v. I suposem que els eixos de coordenades dels observadors són paral·lels i que tenen el mateix origen. Aleshores, la transformació de Lorentz expressa com es relacionen les coordenades:
{\displaystyle t'={\frac {t-{v\,x/c^{2}}}{\sqrt {1-v^{2}/c^{2}}}}\,,}{\displaystyle x'={\frac {x-v\,t}{\sqrt {1-v^{2}/c^{2}}}}\,,}{\displaystyle y'=y\,,}{\displaystyle z'=z\,,}

Un diagrama espai-temps que mostra el conjunt de punts considerats simultanis per un observador estacionari (línia horitzontal puntejada) i el conjunt de punts considerats simultanis per un observador que es mou a v = 0,25c (línia puntejada)

on c és la velocitat de la llum. Si dos esdeveniments ocorren alhora en el marc del primer observador, tindran valors idèntics de la coordenada t. Tanmateix, si tenen valors diferents de la coordenada x (posicions diferents en la direcció x ), tindran valors diferents de la coordenada t', de manera que passaran en moments diferents en aquest sistema de referència. El terme que explica el fracàs de la simultaneïtat absoluta és vx/c².
L'equació t ′ = constant defineix una "línia de simultaneïtat" en el sistema de coordenades (x′,t′) per al segon observador (en moviment), igual que l'equació t = constant defineix la "línia de simultaneïtat" per al primer observador (estacionari) en el sistema de coordenades ( x, t ). A partir de les equacions anteriors per a la transformada de Lorentz, es pot veure que t' és constant si i només si t − vx / c 2 = constant. Així, el conjunt de punts que fan que t sigui constant són diferents del conjunt de punts que fa que t' sigui constant. És a dir, el conjunt d'esdeveniments que es consideren simultanis depèn del marc de referència utilitzat per fer la comparació.
Gràficament, això es pot representar en un diagrama espai-temps pel fet que un gràfic del conjunt de punts considerats simultanis genera una línia que depèn de l'observador. En el diagrama espai-temps, la línia discontínua representa un conjunt de punts considerats simultanis amb l'origen per un observador que es mou amb una velocitat v d'una quarta part de la velocitat de la llum. La línia horitzontal puntejada representa el conjunt de punts considerats simultanis amb l'origen per un observador estacionari. Aquest diagrama es dibuixa utilitzant les coordenades ( x, t ) de l'observador estacionari i està escalat de manera que la velocitat de la llum sigui la unitat, és a dir, de manera que un raig de llum es representi mitjançant una línia amb un angle de 45° respecte a l'eix x. De la nostra anàlisi anterior, donat que v = 0,25 i c = 1, l'equació de la línia discontínua de simultaneïtat és t − 0,25 x = 0 i amb v = 0, l'equació de la línia puntejada de simultaneïtat és t = 0.
En general, el segon observador traça una línia de món en l'espai-temps del primer observador descrita per t = x/v, i el conjunt d'esdeveniments simultanis per al segon observador (a l'origen) es descriu per la línia t = vx. Observeu la relació inversa multiplicativa dels pendents de la línia de món i els esdeveniments simultanis, d'acord amb el principi d'ortogonalitat hiperbòlica.

## Observadors accelerats

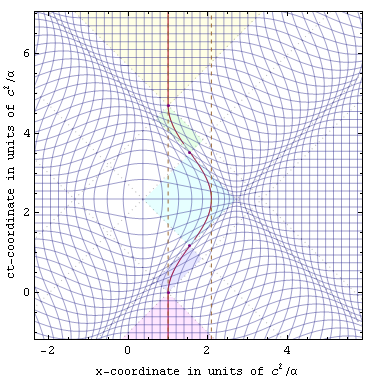
Isocontorns de temps de radar d'anada i tornada

El càlcul de la transformada de Lorentz anterior utilitza una definició de simultaneïtat estesa (és a dir, de quan i on es produeixen esdeveniments en què no hi ereu present) que es podria anomenar definició de comòbil o de "marca de referència tangent en flotació lliure". Aquesta definició s'extrapola naturalment a esdeveniments en espai-temps amb corba gravitacional i a observadors accelerats, mitjançant l'ús d'una definició de temps/distància de radar que (a diferència de la definició de sistema de referència tangent en flotació lliure per a sistemes de referència accelerats) assigna un temps i una posició únics a qualsevol esdeveniment.
La definició de simultaneïtat estesa en temps de radar facilita encara més la visualització de la manera com l'acceleració corba l'espai-temps per als viatgers en absència de qualsevol objecte gravitatori. Això s'il·lustra a la figura de la dreta, que mostra les isocontornes de temps/posició del radar per a esdeveniments en l'espai-temps pla tal com les experimenta un viatger (trajectòria vermella) que fa un trajecte d'anada i tornada amb acceleració pròpia constant. Una advertència d'aquest plantejament és que el temps i el lloc dels esdeveniments remots no estan completament definits fins que la llum d'un esdeveniment d'aquest tipus no pot arribar al nostre viatger.